# الذبوب (العدين)

تعديل مصدري - تعديل

الذبوب محلة تابعة لقرية غابر، التابعة لعزلة غابر بمديرية العدين إحدى مديريات محافظة إب في الجمهورية اليمنية، بلغ تعداد سكانها 57 حسب تعداد اليمن لعام 2004.